# Coșar, Bârzula
Coșar (în ucraineană Олексіївка, transliterat: Oleksiivka) este un sat în comuna Cuialnic din raionul Bârzula, regiunea Odesa, Ucraina.

## Demografie
Componența lingvistică a localității Coșar
     Ucraineană (90,75%)
     Română (5,75%)
     Rusă (3,25%)
Conform recensământului din 2001, majoritatea populației localității Coșar era vorbitoare de ucraineană (90,75%), existând în minoritate și vorbitori de română (5,75%) și rusă (3,25%).